# جيمس جونز (سياسي أمريكي، مواليد 1772)
جيمس جونز (بالإنجليزية: James Jones) هو سياسي أمريكي، ولد في 11 ديسمبر 1772 في مقاطعة نوتوواي في الولايات المتحدة، وتوفي بنفس المكان في 25 أبريل 1848. انتخب عضو مجلس نواب الولايات المتحدة عن ولاية فرجينيا وانتخب عضو مجلس النواب الأمريكي.